# 邓州站
邓州站位于中华人民共和国河南省邓州市团结路，建于1970年。是郑州局集团南阳车务段管辖的客货二等站。

## 外部連結
- 中国铁路客户服务中心 （页面存档备份，存于）